# Biruga chapadae
Biruga chapadae är en insektsart som beskrevs av Ronald Gordon Fennah 1944. Biruga chapadae ingår i släktet Biruga och familjen Tropiduchidae. Inga underarter finns listade i Catalogue of Life.